# Uppsala universitets riksdagsmän i prästeståndet
Följande personer företrädde Uppsala universitet i prästeståndet vid Sveriges ståndsriksdag. Listan är komplett.
Från och med riksdagen 1828–1830 gavs universiteten samt Vetenskapsakademien egna platser i riksdagen, vilka skulle tillhöra prästerskapet i dess egenskap av det lärda ståndet. Uppsala och Lunds universitet gavs inför riksdagen 1828–1830 rätt att utse "Tvänne Profeßorer, från de werldslige Faculteterne" Inför riksdagen 1840–1841 förtydligades att valet av riksdagsman skulle förrättas genom beslut av respektive universitets "samtliga Profeßorer och Adjunkter, ordinarie eller extra ordinarie, samt Docenter, Akademiernas Räntmästare och Sekreterare, jemte alla öfrige Akademiska Tjenstemän, som, i och för sina befattningar, äga presterlig befordringsrätt", och det klargjordes också att varje universitet hade skyldighet att utse en riksdagsman men hade möjlighet att utse två. Med undantag för riksdagen 1828–1830, då Lund utsåg två ombud, utnyttjade universiteten aldrig möjligheten att utse mer än en ledamot.

### Riksdagen 1828–1830
- Erik Gustaf Geijer

### Urtima riksdagen 1834–1835
- Samuel Grubbe

### Riksdagen 1840–1841
- Erik Gustaf Geijer

### Urtima riksdagen 1844–1845
- Elias Fries

### Riksdagen 1847–1848
- Elias Fries

### Riksdagen 1850–1851
- Fredrik Ferdinand Carlson

### Riksdagen 1853–1854
- Fredrik Ferdinand Carlson

### Riksdagen 1856–1858
- Fredrik Ferdinand Carlson

### Riksdagen 1859–1860
- Fredrik Ferdinand Carlson

### Riksdagen 1862–1863
- Fredrik Ferdinand Carlson (till 1/8 1863)[4]
- Sigurd Ribbing (från 2/9 1863)

### Riksdagen 1865–1866
- Sigurd Ribbing